# Impostor
Un impostor o farsant és una persona que conscientment pretén de fer passar una identitat i qualitats fingides o inventades com a veres, amb què intenta aconseguir avantatges financeres, socials a amorosos per engany. Un farsant genaralment actua sol, tot i pot tenir unes comparses. Se l'ha de diferenciar dels espies, de certs criminals a qui l'estat dona una nova identitat per protegir-les i de trastorns de la personalitat en la psicosi i deliris. Pel seu caràcter perdurable l'impostura també és diferent de bromes audiovisuals o telefòniques, on generalment, el farsant es desvela a la fi de la conversa.
Espies, ans al contrari del farsant, treballen en equip i per encàrrec dels serveis secrets d'un estat o organització, tot i que ambdós per tenir èxit han de tenir qualitats teatrals comuns: han de jugar el paper de la persona que no són amb credibilitat. En altres casos, un estat pot atorgar una nova identitat per protegir una persona de possible venjances, com pot ser el cas de criminals que van decidir col·laborar amb la justícia per desvelar una xarxa de lladres, entre d'altres els pentiti (penedits) de la mafia italiana. En certes formes de psicosi, la persona no juga pas conscientment un paper, però creu de veritat que és la persona.

## Unes trames clàssiques
Són comuns els impostors que es fan passar per pretendents al tron. Nombrosos homes van afirmar ser Lluís XVII de França, l'hereu al tron francès que va desaparèixer durant la Revolució Francesa, i hi ha hagut tres "Dimitris falsos" que van ser pretendents formals al tron de Rússia. Altres pretendents reials notables han estat Perkin Warbeck, Anna Anderson (que assegurava ser la Gran Duquessa Anastàsia de Rússia) i, més recentment, Roberto Brown, que afirmava ser el fill de Margarida de Windsor i Pete Townshend.
Els impostors més atrevits han arribat a fingir que eren alguna persona que ja existia, encara que la major rapidesa dels mitjans de comunicació moderns ha fet que això sigui cada vegada més difícil. No obstant això, adquireixen simplement una nova identitat en falsejar el seu estatus financer, formació, estatus social, estat civil i, en alguns casos, el sexe. El límit entre un fals al·legat, un embelliment del curriculum vitae i la impostura és gradual. Depén del grau, de la funció de la persona, del context cultural i altres factors. Hi ha persones que embelleixen el seu currículum en pretendre haver participat en una guerra, o haver estat implicats en algun desastre, com ara el naufragi del Titanic o els atemptats de l'11 de setembre de 2001, de tenir un diploma, llicència o doctorat etc.
Un altre categoria d'impostors són criminals que falsifiquen la seva identitat per amagar-se, com ho va ser el cas de líders nazis que van profitar la fi caòtica de la Segona Guerra Mundial amb molts arxius cremats i destruïts, que van pretendre no tenir cap paper i van prendre un nom nou per escapar a la justícia i la desnazificació de vegades amb l'ajuda del Vaticà i dels serveis secrets dels Estats Units. Un cas conegut és Josef Mengele que va esdevenir Helmut Gregor i fugir cap a Argentina, o encara Klaus Barbie àlies Klaus Altmann, Adolf Eichmann àlies Riccardo Klement, etc.
Dones s'han disfressat d'homes per poder treballar en oficis exclusius dels homes. Algunes han lluitat en guerres fent-se passar per homes: Joana d'Arc (1412-1431), Catalina de Erauso, la «monja-alferes» (1592-1650), que es feia passar per home per lluitar a la conquesta d'Amèrica. Al camp de l'Església Catòlica, hi ha la llegenda de la Papessa Joana, una dona que hauria aconseguit burlar el Col·legi Cardenalici i ser elegida Papa.

## Uns impostors coneguts de la península ibèrica
Quan es va saber que Luis Roldán, director general de la Guàrdia Civil, s'havia enriquit il·lícitament, la mentida que més va impactar en l'opinió pública fou que s'havia fabricat un curriculum vitae fals. També fou notori el cas del "petit Nicolás", que va reeixir fer creure que tenia contactes i influències a les més altes esferes del govern espanyol.
A Catalunya hi ha hagut alguns casos molt sonats, que han causat una commoció general. Enric Marco, que presidí durant trenta anys l'associació Amical de Mauthausen, finalment confessà el 2005 que mai no havia estat en un camp de concentració nazi. El president del Palau de la Música Catalana, Fèlix Millet va saber mantenir durant molts anys el seu prestigi de renebot del Mestre Millet, un honor que potser no mereixia. Però també hi ha històries divertides, com la del fals cantant Rodolfo Chikilicuatre, creat per la productora El Terrat, que aconseguí representar TVE al festival d'Eurovisió.

## Impostors en les arts
El tema va inspirar contes, novel·les, obres de teatre i pel·lícules. Entre les obres més conegudes hi ha el conte de Charles Perrault El gat amb botes i la novel·la inacabada de Thomas Mann Confessions de Fèlix Krull, lladre i farsant, que en la versió filmada per Kurt Hofmann el 1958 va rebre Globus d'Or a la millor pel·lícula de parla no anglesa. La novel·la Un submarí a les estovalles (1988), de Joan Barril, caricaturitza un personatge que sap infiltrar-se a tots els actes públics on hi hagi quelcom per menjar, fent-se passar per un càrrec polític.